# Axel (football)
Pour les articles homonymes, voir Axel.
Axel Rodrigues de Arruda est un footballeur brésilien né le 9 janvier 1970.